# Georg Thebesius
Georg Thebesius (* 13. Januar 1636 in Liegnitz, Herzogtum Liegnitz; † 16. September 1688 ebenda) war ein deutscher Jurist und Stadtschreiber sowie Syndikus von Liegnitz. Zudem verfasste er u. a. eine Chronik der Stadt Liegnitz und der piastischen Herzöge von Liegnitz, Brieg und Wohlau.

## Leben
Georg Thebesius war ein Sohn des gleichnamigen Liegnitzer Pastors. Nach dem Besuch der Liegnitzer Stadtschule studierte er ab 1654 Rechtswissenschaften und Geschichte an der Universität Wittenberg. Anschließend setzte er das Studium an der Universität Straßburg fort, wo er am 15. Februar 1660 zum Doktor der Rechte promoviert wurde. Nach einer Studienreise durch Frankreich, England und das Reich kehrte er nach Liegnitz zurück, wo er 1664 als Stadtschreiber angestellt und 1667 zum Rat aufstieg. Drei Jahre später wurde er zum Syndikus ernannt.
Mit dem Tod des Herzogs Georg Wilhelm I. erlosch 1675 der Liegnitzer Zweig der Schlesischen Piasten. Dadurch fielen dessen Herzogtümer Liegnitz, Brieg und Wohlau als erledigte Lehen an die Krone Böhmen. Nachfolgend wurde Georg Thebesius vom böhmischen Landesherrn auch für den Aufbau der neuen Verwaltungsstrukturen im Erbfürstentum Liegnitz eingesetzt.
Besondere Verdienste erwarb er sich mit der Abfassung einer Chronik über die Stadt Liegnitz sowie die piastischen Herzöge von Liegnitz, Brieg und Wohlau. Sie wurde erst 1733 in Jauer gedruckt. Ihr vollständiger Titel lautet: „Weyland George Thebesii J. U. D. Notarii Syndici und der Schulen Praesidis zu Liegnitz. Liegnitzische Jahr-Bücher worinnen so wohl die Merckwürdigkeiten dieser Stadt, als auch die Geschichte der Piastischen Hertzoge in Schlesien, von ihrem Anfange biß zum Ende des 16. Jahrhunderts ... untersuchet ... Nebst einer Vorrede, Lebens-Beschreibung des Verfassers und ... Registern heraus gegeben von M. Gottfried Balthasar Scharffen ...“

## Werke
- De possessione creditoris in pignore (vor 1660)
- Disputatio inauguralis iuridica de scopelismo, Argentorati [Straßburg], Spoor, 1660 Digitalisat
- De successione liberorum, parentum, conjugum, coliateralium
- De equestribus Silesiae familiis
- De hortis et eorum jure
- Liegnitzische Jahr-Bücher, Jauer, gedruckt bey Johann Christoph Jungmannen 1733 Digitalisat
  - Geschichte der Liegnitz-Brieger Piasten. Band 1: Die geschichtliche Entwicklung bis zu Herzog Georg II. von Liegnitz-Brieg-Wohlau (1547–1586). Lorch 1980.
  - Geschichte der Liegnitz-Brieger Piasten. Band 2: Joachim Friedrich von Liegnitz-Brieg-Wohlau (1586–1602) bis zum Ende des Piastengeschlechts [1675]. Lorch 1982.